# Dead to the World (álbum)
Dead to the World fue lanzado el 10 de febrero de 1998, por medio de la discográfica VHS, la documentación de la famosa gira homónima por Marilyn Manson. Contiene actuaciones en vivo, pero sobre todo se adentra en el backstage y tomas de archivo de la banda.
Las características notables son: las protestas de amplios grupos de la derecha cristiana, las relaciones que se hablan del significado y la intención por el mismo Manson, y la brutal teatralidad, inmensas presentaciones por la banda en el escenario en vivo. A partir de Antichrist Superstar, este vídeo cuenta con seis canciones del álbum, así como éxitos de versiones anteriores Portrait of an American Family y Smells Like Children. Naturalmente, esta gira refleja al álbum que fue construida por Manson, críticas a la religión; organizan en este vídeo y de otra manera, irónicamente, se demuestra en las acciones mismas de las personas que aparecen protestando por su credibilidad.

## Blurb
En inglés:

Society has traditionally always tried to find a scapegoat for its problems. Well, here I am.
Marilyn Manson

En español:

"La sociedad tradicionalmente ha tratado siempre de encontrar un chivo expiatorio para sus problemas. Bueno, aquí estoy."
Marilyn Manson

Los hechos controvertidos del álbum Antichrist Superstar sirvieron de telón de fondo para este documento, todo visto a través de los ojos del camarógrafo del vídeo propio de la banda. Los fanáticos, los moralistas fulminantes, los políticos falsos, las decenas de miles de personas que vinieron a ver por sí mismos y, por supuesto, mirando hacia fuera desde el centro de la tormenta, Manson por sí mismo. Una hora de conciertos en vivo intercalados con detrás de escena con sus respectivas imágenes, le ayudará a entender lo que debe haber sido estar en el centro de estos acontecimientos extraordinarios.[MM]

## Pistas
Todas las canciones escritas y compuestas por Marilyn Manson. 
| Pistas |                                   |          |  |
| N.º    | Título                            | Duración |  |
| 1.     | «Angel with the Scabbed Wings»    |          |  |
| 2.     | «Lunchbox»                        |          |  |
| 3.     | «Kinderfeld»                      |          |  |
| 4.     | «Sweet Dreams (Are Made of This)» |          |  |
| 5.     | «Apple of Sodom»                  |          |  |
| 6.     | «Antichrist Superstar»            |          |  |
| 7.     | «The Beautiful People»            |          |  |
| 8.     | «Irresponsible Hate Anthem»       |          |  |
| 9.     | «Rock N Roll Nigger»              |          |  |
| 10.    | «1996»                            |          |  |

## Créditos
- Marilyn Manson - vocalista
- Twiggy Ramirez - bajo
- Madonna Wayne Gacy (acreditado como Pogo) - teclados
- Ginger Fish - baterista
- Zim Zum - guitarra

## Relanzamiento
Manson declaró en noviembre de 2005 que él estaba interesado en volver a relanzar Dead to the World y su siguiente disco God Is in the TV en DVD. Nada ha surgido hasta ahora.